# Fritz Heider
Fritz Karl Eugen Heider, född 18 februari 1896, död 2 januari 1988 , var en österrikisk-amerikansk psykolog. Hans arbete var relaterat till gestaltpsykologi. 
Vardaglig psykologi och hur vanliga människor tolkar sitt eget och andras beteende utgjorde basen för Heiders arbete under en mer än 60 år lång karriär, vilken 1958 utmynnade i publikationen av boken The Psychology of Interpersonal Relations . Boken, vilken tog femton år att färdigställa och av många anses vara ett teoretiskt mästerverk, bygger vidare på hans balansteori och attributionsteori , och begreppen i den lade grunden för mycket av dagens socialpsykologi . Den presenterar en vittomfattande analys av det begreppsmässiga ramverket för de psykologiska processer som påverkar människans sociala uppfattningsförmåga.

## Biografi

### Bakgrund
Heider föddes i Wien, Österrike den 18 februari 1896 som den yngre av två söner till Moriz Heider, en framgångsrik arkitekt och Eugenie von Halaczy Heider, men växte upp i Graz. Han erhöll undervisning i hemmet tills han blev nio år och en olyckshändelse med en knallpulverpistol i tioårsåldern skadade hans vänstra öga så illa att han blev frikallad från militärtjänstgöring under första världskriget. Detta ledde troligtvis till hans stora intresse för perceptionen senare i livet.
Hans närmande till högre utbildning var ganska otvungen och han färdades fritt genom Europa där han studerade och reste som han behagade under många år. Tidigt ville han bli målare, men eftersom hans far var arkitekt, påverkade detta honom troligtvis att 1914 vid 18 års ålder att inledningsvis börja studera arkitektur vid det tekniska universitetet i Graz. Han försökte året efter även studera juridik, men tyckte inte om det heller. Eftersom han dock var intresserad av att utbilda sig, bevistade han under fyra år öppna föreläsningar vid universitetet mot löfte till sin far att därefter börja studera jordbrukskunskap och föda upp grisar på familjens mark. Han blev slutligen mest intresserad av psykologi och filosofi, ämnen vilka han studerade i Graz under professor Alexius Meinong.
År 1920, vid 24 års ålder, disputerade han för en filosofie doktorsgrad vid Universitetet i Graz med sin innovativa studie av den övergripande strukturen hos perceptionen, i verket Ding und Medium, en studie över perceptionspsykologi. Efter professor Meinongs död 1920 reste han till Berlin där han arbetade vid Berlin School of experimental psychology under Wolfgang Köhler, tillsammans med Max Wertheimer och Kurt Lewin.
År 1927 erhöll han sin första lärartjänst i att undervisa inom psykologi vid Universitetet i Hamburg under psykologen William Stern. Heinz Werner och Martin Scheerer var då också knutna dit. Ernst Cassirer — filosofen vars tänkande omkring vetenskapsteori hade ett avgörande inflytande på Kurt Lewin – var samtidigt professor där i filosofi och Jakob Johann von Uexküll var professor i biologi.

### Flytt till USA
1930 accepterade Heider ett erbjudande om en forskartjänst vid Clarke School för döva i Northampton i Massachusetts (USA), samt att bli assisterande professor vid det näraliggande Smith College där Kurt Koffka var professor sedan 1927. Vid Clarke School mötte den 34-årige Heider sin blivande fru, Grace Moore,  som var forskningsassistent åt Koffka. De två de gifte sig i december 1930. Därefter förblev de gifta i mer än 50 år och fick tre söner, Karl, John och Stephan.
1944 publicerade Heider två artiklar, Social Perception and Phenomenal Causality  och An Experimental Study of Apparent Behaviour  (tillsammans med Marianne Simmel), där den sistnämnda artikeln även innefattade en animation.
1947 flyttade Heider till Lawrence i Kansas, efter inbjudan från Roger Barker. Där erhöll han erhöll en professur vid University of Kansas. 
1958 publicerades boken The Psychology of Interpersonal Relations, som han skrev tillsammans med Beatrice Wright, grundaren av rehabilitetspsykologin, och i den vidareutvecklar Heider sina tankegångar från artiklarna som publicerades 1944 om attributionsteorin och teorin om kognitiv balans. I boken argumenterar Heider för att sociala uppfattningar (perceptioner) om andra människor följer många av de regler som också gäller för uppfattningen av föremål (objekts). Eftersom missuppfattningar (bias) i objektperceptionen ibland leder till felslut (till exempel vid optiska illusioner) kan vi förvänta oss att motsvarande missuppfattningar ibland leder till liknande felslut inom sociala sammanhang, till exempel att en övervärdering för betydelsen av en människas personlighet och attityd i en viss situation, i kombination med en undervärdering av de sociala faktorernas betydelse för beteendet ibland kan leda till missförståelse för de bakomliggande sociala orsakssambanden bakom ett visst beteende, och de dithörande förklaringarna för dessa missförstånd kallade Heider för attributioner.
1965 erhöll Heider the American Psychological Association's Distinguished Scientific Contribution Award. Senare erhöll han även the Gold Medal for Scholarly Accomplishment in Psychological Science, utdelat av the American Psychological Foundation. samt blev invald i "the American Academy of Arts and Sciences"

### Senare år
Under hela sin karriär antecknade Heider sina insikter och tankegångar i anteckningsböcker som han bevarade. En student till Heider, Marijana Benesh-Weiner, erbjöd sig att sammanställa och publicera dessa, och tillsammans gav de 1987 hos Springer-Verlag ut Fritz Heider: The Notebooks  i sex volymer.
Heider avled vid 91 års ålder i sitt hem i Lawrence, Kansas den 2 januari 1988.